# Roger Tsien
Roger Yonchien Tsien (n. 1 februarie 1952, New York City, New York, SUA – d. 24 august 2016, Eugene, Oregon, SUA) este un biochimist american, laureat al Premiului Nobel pentru Chimie în 2008, împreună cu Osamu Shimomura și Martin Chalfie, pentru descoperirea și dezvoltarea proteinei fluorescente verzi, GFP. De asemenea, este laureat al Premiului Wolf pentru Medicină.